# Paul Jacobsthal
Paul Ferdinand Jacobsthal (Berlino, 1880 – Oxford, 27 ottobre 1957) è stato un archeologo e storico dell'arte tedesco naturalizzato britannico, specialista della ceramica greca, campo di studi in cui fu un seguace di John Beazley. È noto anche per l'applicazione del metodo di classificazione del suo maestro alla periodizzazione stilistica dell'arte celtica.

## Biografia

### Formazione e carriera accademica
Iniziò gli studi all'Università Humboldt di Berlino e all'Università Georg-August di Gottinga, e li completò all'Università di Bonn dove si laureò con una tesi sotto la supervisione di Georg Loeschcke. Nel 1912 pubblicò un catalogo di vasi greci a Gottinga, e ottenne la posizione di professore ordinario all'Università di Marburgo, dove divenne direttore dell'istituto di archeologia
Negli anni venti del XX secolo Jacobsthal iniziò a interessarsi al lavoro sulla pittura vascolare di John Beazley, di cui cominciò ad adottare le metodologie tassonomiche. A Beazley, nel 1927, dedicò una sua opera sull'argomento, Ornamente griechischer Vasen. Nel 1930 Jacobsthal e Beazley iniziarono a collaborare a un inventario dei primi vasi greci, il Bilder griechischer Vasen, un progetto che portarono a termine nel 1939. Dopo la seconda guerra mondiale, i due studiosi collaborarono come curatori delle Oxford Classical Monographs.
Negli anni passati in Germania, Jacobsthal manifestò un spiccato interesse nella definizione di una comune identità culturale europea: fu lui ad avvertire l'importanza della preistoria come disciplina autonoma, e si deva a lui l'istituzione della prima cattedra universitaria sulla preistoria nell'università tedesca. In quello stesso orizzonte si muoveranno i suoi primi studi sulla civiltà celtica, con il riconoscimento del contributo dato dai celti alla definizione di un'identità pan-europea: l'origine e l'identità pan-europea dei Celti era un argomento politicamente ostico e sgradito, perfino pericoloso nel contesto ambientale della Germania nazista, attraversata da pulsioni politiche interessate all'esasperazione delle differenze nazionalistiche.

#### Il trasferimento in Inghilterra
Nel 1935, con l'entrata in vigore delle leggi razziali, Jacobsthal fu estromesso dalla sua carica di direttore dell'istituto di archeologia a Marburgo, a causa delle sue origini ebree. Fu anche privato dei suoi strumenti fotografici e si vide confiscare la sua eccezionale collezione di oggetti d'arte. Dovette abbandonare forzatamente la Germania nazista e, grazie all'amicizia con John Beazley, decise di stabilirsi in Inghilterra, finendo inizialmente tra i tanti rifugiati di guerra internati sull'isola di Man, un'esperienza che gli ispirerà la scrittura di un notevole resoconto. Nel 1937 gli fu offerta una posizione accademica di lecturer al Christ Church College dell'Università di Oxford, incarico che mantenne fino al 1947 e che gli permise di continuare più da vicino la sua collaborazione con Beazley.
Dopo la fine della seconda guerra mondiale, gli fu offerto di rientrare in Germania, ma preferì declinare l'invito e non abbandonare Oxford che li aveva accolto nei momenti di difficoltà. Si impegnò comunque per promuovere contatti tra archeologi britannici e tedeschi.
Agli anni trenta e quaranta risalgono i suoi interessi agli studi dell'arte celtica, a cui si dedicò applicando i metodi di John Beazley, con studi fondamentali che gli guadagnarono universale reputazione nel campo, tanto che, dal 1947 al 1950, Jacobsthal fu Reader in archeologia celtica all'Università di Oxford.
L'ultimo lavoro di Jacobsthal, nel 1956, fu Greek pins and their connexions with Europe and Asia. L'opera segnava un ritorno alla catalogazione di materiali dall'antichità greca, in cui Jacobsthal non abbandonava l'ambito a lui caro della ricezione dell'arte greca nel mondo antico.
Tra gli allievi di Jacobsthal vi sono Alexander Langsdorff, Hans Möbius e l'archeologo svizzero Karl Schefold.

## Studi sull'arte celtica
Jacobsthal, oltre che per l'attività scientifica sulla ceramografia greca, è molto noto per l'interesse scientifico e culturale manifestato per l'arte celtica, campo a cui diede fondamentali contributi e nel quale aprì inaspettate prospettive. Il risultato di tali orientamenti di studio fu, nel 1944, la pubblicazione del suo Early Celtic Art, il magnum opus con il quale egli «compendiava quasi 500 studi sull'arte continentale della fase precedente agli oppida del periodo di La Tène (V-III secolo a.C.)».
L'ingresso di uno studioso dell'arte della Grecia classica come Jacobsthal in un campo specialistico, come gli studi celtici, nel quale non si registravano progressi sostanziali da circa mezzo secolo, ebbe un effetto dirompente: da anni gli sforzi si concentravano sul perfezionamento della cronologia dei ritrovamenti archeologici o si disperdevano in una molteplicità di studi condotti in un'ottica regionale. Jacobsthal, invece, ampliò la prospettiva di studio, e ricondusse l'interesse scientifico per l'arte celtica nell'orizzonte comune, a lui più consono, degli studi sull'arte: si concentrò sull'analisi dell'impatto dell'ornamentazione greca sulle arti decorative dei Celti, ma seppe tuttavia riconoscere i caratteri peculiari e originali dell'arte celtica, senza lasciarsi fuorviare da questioni iconografiche, da lui derubricate a «prestiti casuali e occasionali dei modelli mediterranei».
Il riconoscimento di tali caratteri originali e della loro evoluzione gli fornì le basi per il fondamentale lavoro di periodizzazione dell'arte celtica da lui compendiato in Early Celtic Art.
Early Celtic Art fu una delle prime opere in inglese a far uso della terminologia stabilita da Alois Riegl nel suo Stilfragen.